# Yavane
Javan (en hébreu יָוָן, YWN), Yavan, Yavane ou Iavan, est un des patriarches cités dans la Genèse (Gn. 10:2). Il est aussi cité dans le Livre de Daniel, et serait une référence à Alexandre le Grand.
Il est le quatrième des sept enfants cités de Japhet : Gomère, Magog, Madaï, Yavane, Tubal, Mèshek et Tiras. Il est assimilé à Ion et est considéré à ce titre comme l'ancêtre des Grecs. En effet, Ion est assimilé aux trois premières lettre de Yavan en hébreu, qui veulent dire Ion. Or les Ioniens étaient la plus importante tribu grecque.
Le poète Homère appelle les premiers Grecs Iaoneés. À partir de Sargon II, le nom Iavanu fait son apparition dans les inscriptions assyriennes. Darius, empereur perse, emploiera le nom iauna. Par ailleurs ce nom figure sous une forme analogue dans les anciens récits égyptiens relatifs aux Ioniens.
Le même nom, יוון (yawan), est utilisé en hébreu moderne pour désigner la Grèce, l’arabe employant le terme voisin اليونان (al-yūnān). En sanskrit, le mot यवन (yavana) signifie « Grec, Ionien » et, par extension, « étranger, barbare ».